# Лавас
Лавас — містечко в штаті Саравак, Малайзія. Адміністративний центр округу Лавас, який входить до області Лімбанг.

## Назва
За однією з легенд назва міста походить від індонезійського слова «luas», яке означає «широкий, просторий». За іншою оповіддю на групу торгівців напали пірати поблизу гирла річки Лавас, торгівці заховалися в лісі та перечекали небезпеку. На місці схованки й заснували місто, бо на місцевому діалекті малайської «lawas» — це безпека, полегшення.

## Історія
З Середньовіччя й до кінця XIX століття Лавас входив до складу Брунейського султанату. Згідно з «Генеалогією правителів Брунею» (малай. Silsilah Raja-Raja Berunai), найдавніша частина якої датована 1735 роком, султан Саїф Ріджал, який правив у другій половині XVI століття, надав одній з принцес у володіння разом з іншими територіями й Лавас.
У 1890-ті роки Компанія Британського Північного Борнео орендувала Лавас у брунейського султана, а 5 січня 1905 року передала Сараваку, який анексував його остаточно.

## Інфраструктура
Будівлю окружної ради побудовано 1956 року, перебудовано 1987 року. Нову будівлю відкрито 1987 року.

### Транспорт
Місто обслуговує регіональний Аеропорт Лавас.
Через Лавас йде автошосе, яке з'єднує Сабах з брунейським округом Тембуронґ.
До Лімбанга та Лабуана можна дістатися човном чи катером.